# Сахарное
Сахарное — деревня в Бирилюсском районе Красноярского края России. Входит в состав Зачулымского сельсовета. Находится на правом берегу реки Сахарная (бассейн реки Чулым), примерно в 27 км к юго-западу от районного центра, села Новобирилюссы, на высоте 209 метров над уровнем моря.

## Население
| 2010 |
| ---- |
| 50   |

Гендерный состав
По данным Всероссийской переписи населения 2010 года 24 мужчины и 26 женщин из 50 чел.

## Улицы
Уличная сеть деревни состоит из одной улицы (ул. Профсоюзная).